# Vändra (rzeka)
Vändra (est. Vändra jõgi) – rzeka w środkowej Estonii. Źródła znajdują się na wschód od wsi Kastna, gmina Kehtna. Wpada do rzeki Parnawa na południe od Kullimaa. Ma długość 49,9 km i powierzchnię dorzecza 254,9 km².